# 大野松茂
大野 松茂（おおの まつしげ、1936年（昭和11年）1月15日 - ）は、日本の政治家。衆議院議員（4期）、内閣官房副長官、埼玉県議会議員（2期）、狭山市長（3代）を歴任。狭山市名誉市民。現在は西武文理大学の特命教授である。

## 経歴

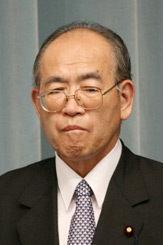
2007年

埼玉県入間郡入間川町（現・狭山市）に生まれる。大野家は、慶長年間から続く精農家。古くから「花屋」の屋号で知られ、地域からの信頼の厚い旧家であった。1954年3月、埼玉県立川越農業高等学校（現・埼玉県立川越総合高等学校）卒業。以後、家業の農業と資産管理業に従事し、地元の青年団活動にも参加した、
1974年1月、狭山市立中央公民館館長。1979年4月、第9回統一地方選挙埼玉県議会議員選挙に無所属（新自由クラブ推薦）で出馬し初当選。1983年4月、第10回統一地方選挙埼玉県議会議員選挙に無所属（新自由クラブ推薦）で出馬し再選。県議時代は衆議院議員山口敏夫系列の県議として新自由クラブ県議団及び新自由クラブ系の会派「県政クラブ」に属した。1986年4月1日、狭山市長町田佐一が急死。市長選挙を行う事となり、県議であった大野は出馬を9日に正式表明。狭山市長選挙立候補のため辞職。「町田市政の継承」や「市民参加の市政推進」などを訴え、5月18日に執り行われた狭山市長選挙において、前助役の北田保男らを破り初当選を果たした。1988年5月、入間南部農業共済組合長。その後、広域合併を経て、入間農業共済組合長。1990年4月22日、日本共産党公認の金子健一（後1997年～2009年、入間市議会議員3期）を破り、市長に再選。ユニークな市政を展開する市長として岩國哲人・島根県出雲市長（元・民主党衆議院議員）、佐川一信・茨城県水戸市長らとともに月刊誌『THE21』等で紹介された。1993年4月、不老川土地改良区理事長。1994年3月、町田佐一の長男で自由民主党の埼玉県議会議員だった町田潤一が市長選挙立候補を表明。4月24日の市長選挙において潤一に敗れ落選した。
同年の選挙制度改革によって衆議院議員選挙に小選挙区制が導入されると、衆議院議員への転出を表明。自由民主党埼玉県第9区支部長に就任。1996年10月、第41回衆議院議員総選挙に立候補し初当選。清和会に所属。以後4期連続小選挙区当選。1998年7月、自由民主党総裁選挙において小泉純一郎候補の推薦人となった。1999年4月、埼玉県立川越総合高等学校明星会会長。2001年1月、財務大臣政務官。2002年5月、埼玉中部農業共済組合長。埼玉県農業共済組合長会会長。同年10月、文部科学大臣政務官。2004年4月、自由民主党埼玉県支部連合会会長。同年7月　日本・マーシャル諸島共和国友好議員連盟会長としてマーシャル諸島共和国を訪問。同年10月、自由民主党総務部会部会長。2005年4月、武蔵野学院大学客員教授。同年9月、衆議院災害対策特別委員会委員長。2006年5月から埼玉県農業共済組合連合会会長を務め、内閣官房副長官就任に伴い辞職した。同年9月、安倍内閣発足に伴い総務副大臣に就任。2007年8月、第1次安倍改造内閣発足に伴い内閣官房副長官（政務担当）に就任。安倍内閣メールマガジン編集長に就任。

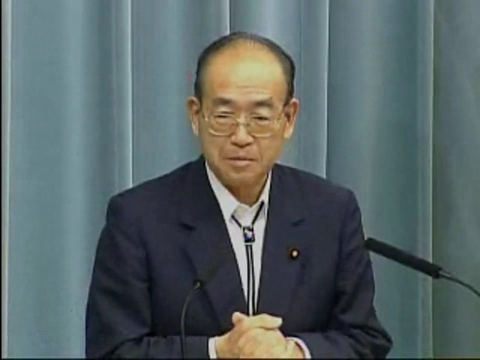
内閣官房副長官時、記者会見にて（2007年9月）

2007年9月、福田康夫内閣発足に伴い内閣官房副長官（政務担当）に再任。福田内閣メールマガジン編集長に就任。同年12月、福田康夫首相の中国訪問に随行。2008年5月、自由民主党埼玉県総支部連合会会長を退任。同年6月、福田康夫首相のドイツ、イギリス、イタリアの欧州3カ国歴訪に随行。50歳を超えてから初当選した自民党国会議員の会「クローニンの会」（知命立志会、会長は福田康夫）に所属。消費者金融業界の政治団体「全国貸金業政治連盟」（全政連）からパーティー券購入などにより資金提供を受けていると日本共産党の機関紙「しんぶん赤旗」は伝えている。同年8月　福田改造内閣の発足に伴い、内閣官房副長官を退任。同年9月、次期総選挙には出馬せず政界を引退する意向を表明。後継として出馬する大塚拓の選対本部長に就任。2009年5月、埼玉県産業教育振興会会長。同年7月、衆議院解散に伴い政界引退。
政界引退後、埼玉県内自治体の公式行事等に姿を見せ、公益財団法人産業教育振興中央会評議員を務めたほか、2010年より高麗郡建郡1300年（2016年）記念事業の運営に役員として参画し、一般社団法人高麗1300（高麗郡建郡1300年記念事業委員会）理事長・日本高麗浪漫学会顧問などを歴任。

## 政策
- 選択的夫婦別姓制度導入に賛同する[5]。

## 栄典
- 1985年10月　埼玉県体育賞
- 2009年11月　旭日重光章を受章。
- 2009年11月　狭山市名誉市民。
- 2012年11月　埼玉文化賞（埼玉新聞社）。

## 所属していた議員連盟
- 首都圏都市政策議員連盟（会長）
- 日本の治安と危機管理を考える会（会長）
- 日本・マーシャル諸島共和国友好議員連盟（会長）
- ガソリンスタンドを考える若手議員の会（会長）
- 北朝鮮に拉致された日本人を早期に救出するために行動する議員連盟
- みんなで靖国神社に参拝する国会議員の会
- 日本教職員組合問題究明議員連盟
- 日本会議国会議員懇談会
- 日韓議員連盟
- 北京オリンピックを支援する議員の会
- 外国人材交流推進議員連盟
- 再チャレンジ支援議員連盟
- 情報化教育促進議員連盟

## 著書
- 『道州制―新制日本の国のかたち』　2005年12月　マネジメント社 ISBN 4837804365
- 『日本人の使命』　2002年10月　国書刊行会 ISBN 4336044600

## 親族
- 諸口会三　元自由民主党埼玉県議会議員 ・旧堀兼村長　岳父
- 田代甲子雄　元自由民主党埼玉県議会議員　義兄
- 諸口高男　元自由民主党埼玉県議会議員　義弟
- 仲川幸成　前狭山市長　妻の従弟